# Сборная Канады по нетболу
Сборная Канады по нетболу представляет Канаду на международных соревнованиях по нетболу. Управляющим органом является Ассоциация нетбола Канады (англ. Netball Canada).
По состоянию на 25 июля 2024, сборная Канады по нетболу занимает 48-е место в мировом рейтинге сборных по нетболу.

## Результаты выступлений

### Чемпионаты мира
| Год        | Место          | Игры           | Победы         | Ничьи          | Поражения      |
| ---------- | -------------- | -------------- | -------------- | -------------- | -------------- |
| 1963—1975  | не участвовали | не участвовали | не участвовали | не участвовали | не участвовали |
| 1979       | 11             | 11             | 6              | 1              | 4              |
| 1983       | 12             | 9              | 2              | 1              | 5              |
| 1987       | 10             | 9              | 3              | 0              | 6              |
| 1991       | 6              | 10             | 6              | 0              | 4              |
| 1995       | 13             | 8              | 3              | 0              | 5              |
| 1999       | 13             | 10             | 4              | 0              | 6              |
| 2003       | 21             | 8              | 3              | 0              | 5              |
| 2007—н. в. | не участвовали | не участвовали | не участвовали | не участвовали | не участвовали |

### Игры Содружества
| Год        | Место          | Игры           | Победы         | Ничьи          | Поражения      |
| ---------- | -------------- | -------------- | -------------- | -------------- | -------------- |
| 1998       | 9              | 5              | 1              | 0              | 4              |
| 2002       | 8              | 6              | 1              | 0              | 5              |
| 2006—н. в. | не участвовали | не участвовали | не участвовали | не участвовали | не участвовали |

### Всемирные игры
| Год       | Место          | Игры           | Победы         | Ничьи          | Поражения      |
| --------- | -------------- | -------------- | -------------- | -------------- | -------------- |
| 1985-1989 | не участвовали | не участвовали | не участвовали | не участвовали | не участвовали |
| 1993      | 5              | 2              | 0              | 0              | 2              |

### Чемпионаты Америки
| Год  | Место | Игры | Победы | Ничьи | Поражения |
| ---- | ----- | ---- | ------ | ----- | --------- |
| 1997 | 9     | 9    | 1      | 0     | 8         |
| 2008 | 6     | 5    | 0      | 0     | 5         |
| 2012 | 5     | 8    | 4      | 0     | 4         |
| 2014 | 3     | 6    | 3      | 0     | 3         |
| 2018 | 5     | 7    | 3      | 0     | 4         |